# یوکوش‌دیبی (اردهان)
یوکوش‌دیبی (به ترکی استانبولی: Yokuşdibi، به کردی: Lorî، به ارمنی: Լոռի) یک منطقهٔ مسکونی در ترکیه است که در اردهان واقع شده‌است.